# Харібда
Харі́бда (грец. Χάρυβδις) — морське чудовисько з давньогрецької міфології, що жило в морі та створювало смертельний вир, який затягував кораблі. В Одіссеї Харібда зображується як морське божество (дав.-гр. δία Χάρυβδις), що живе в протоці під скелею на відстані польоту стріли від іншої скелі, яка слугувала домівкою Скілли.

## Згадки в міфах
Харібда була дочкою Посейдона та Геї, ненажерливою жінкою, що викрала волів у Геракла. За це Зевс вдарив її блискавкою та скинув у море, де вона зберегла свою ненажерливу натуру. За іншою версією вона дочка Форкія та Кето.
Вона створювала водяний вир біля скелі Скілли за Мандрівними скелями. Згадується, що в неї були собаки, котрі пожирали тих, хто потрапляли до виру.
Харібда в Гомера не має індивідуальності: це просто морський вир, що утворюється незримою водяною богинею, яка тричі на день поглинає і стільки ж разів вивергає морську воду під другу зі згаданих скель.
Коли Одіссей зі своїми супутниками проходив тісною протокою між Скіллою і Харібдою, остання жадібно поглинала солону воду. Розрахувавши, що смерть від Харібди неминуче загрожує всім, тоді як шестиглава Скілла могла вхопити лише шістьох, Одіссей, ухвалює рішення провести корабель біля скелі Скілли. Втративши шістьох товаришів, але зберігши життя іншим, він проходить жахливу протоку.
Пізніше, в покарання за блюзнірське побиття биків Гіперіона, з волі Зевса, буря розбила корабель Одіссея і розкидала морем трупи його товаришів. Сам Одіссей встиг причепитися до щогли і кіля, був знову віднесений вітром до Харібди. Передчуваючи неминучу загибель, він в той момент, коли уламки корабля потрапити у вир, схопився за гілки інжиру, які спускалися до води, і висів в такому положенні доти, поки Харібда не вивергнула рештки корабля, завдяки яким Одіссей врятувався.
Завдяки допомозі Тетіди, щасливо оминув Харібду і Ясон з своїми аргонавтами; Еней, якому теж випала доля пройти шлях між Скіллою і Харібдою, надав перевагу обхідному шляху.

## Географія
Географічно розташування Харібди і Скілли приписувалося древніми до Мессінської протоки, причому Харібда розміщувалась у сицилійській чистині протоки під Пелорським мисом, а Скілла на протилежному мисі (в Бруттії, поблизу Регія), котрий свого часу носив її ім'я (лат. Scyllaeum promontorium, дав.-гр. Σκύλλαιον). При цьому примітна невідповідність фантастичного опису протоки у Гомера з дійсним характером Мессінської протоки, де тамтешній вир, утворений протилежними течіями, складає небезпеку лише для малих суден. Ці течії, утворені припливами, утворюють вир двічі на день. Однак, у давнину, коли рівень моря був інший, їхня небезпека могла бути більшою. Норвезький священник та історик Йонас Рамус вважав, що Харібда — це вир Мальстрем у Норвезькому морі.

## У популярній культурі
Зіставлення Скілли з Харібдою зумовило утворення прислів'я, рівнозначного українському «з ринви та під дощ». А також в грецькій мові Τὴν Χάρυβδιν ἐκφυγὼν τῇ Σκύλλῃ περιέπεσον (Тікаючи від Харібди, натрапив на Скіллу), в латині — гекзаметр: «Incidis in Scyllam cupiens vitare Charybdin» (натрапляєш на Скіллу, бажаючи уникнути Харібди). Вислів популяризований французьким поетом і богословом XII ст. Вальтером Шатільонським через його епічну поему «Александрія» латинською мовою. Еразм Роттердамський у своїй «Адагії» 1515 року процитував рядок з «Александрії» та надав грецький еквівалент.
Інше відоме прислів'я про Скіллу та Харібду: «Між Скіллою та Харібдою», винайдене французьким поетом Бартелемі Ано в 1552 році. Спершу воно мало значення «обрати з двох зол менше», але в англійському перекладі наводилося зі значенням «опинитися між двох небезпек». Саме так воно було запозичене до французької, італійської та іспанської мов.
Харібду зображено в мінісеріалі «Одіссея» 1997 року та в книзі «Море чудовиськ», другому романі в серії «Персі Джексон та олімпійці» Ріка Ріордана (екранізована в 2013 році).

## В астрономії
- На честь Харібди названий астероїд (388) Харібда, відкритий в 1894 році.